# Margaret Taylor

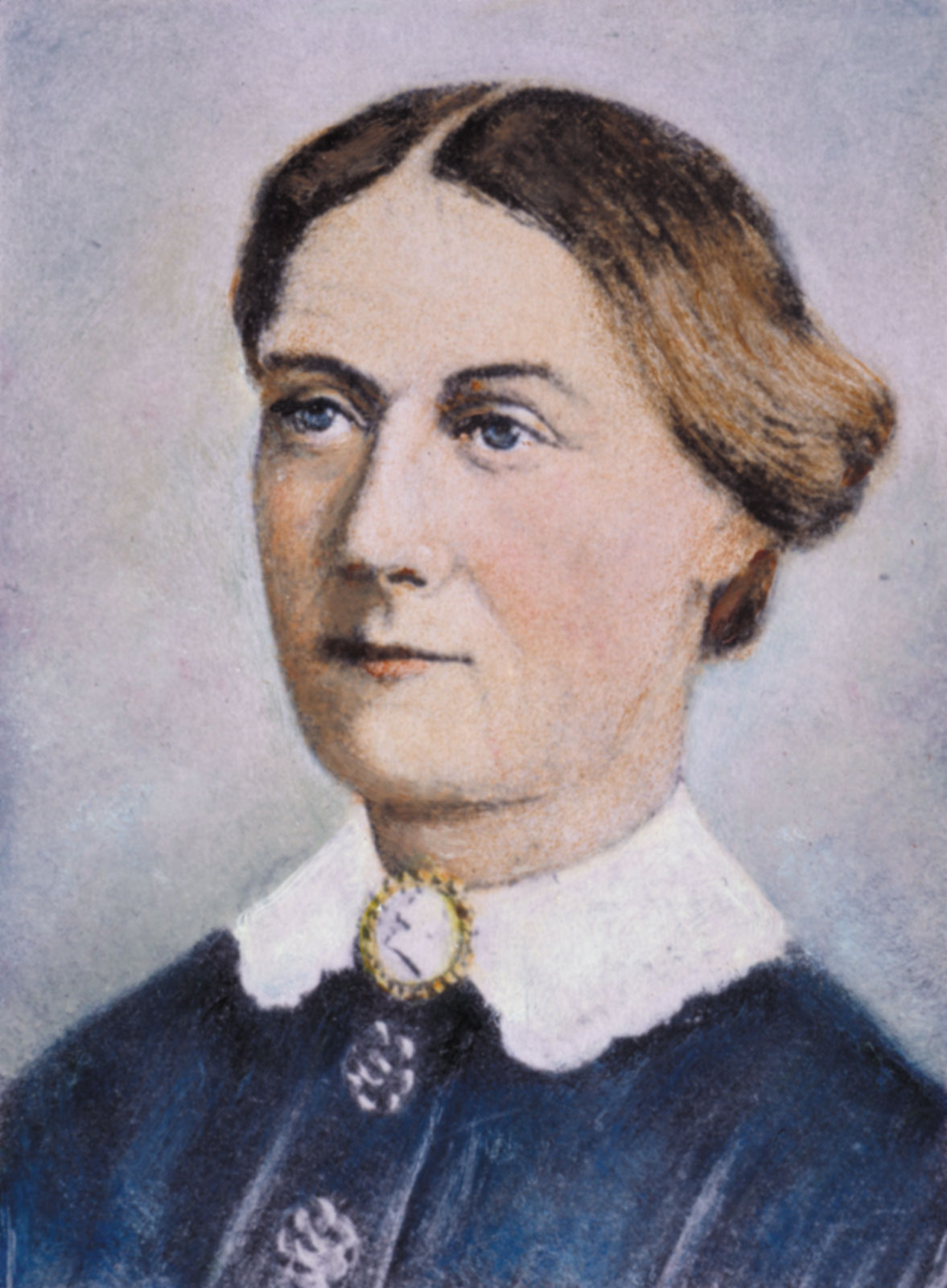
Margaret Taylor

Margaret „Peggy“ Mackall Smith Taylor (* 21. September 1788 in Calvert County, Maryland; † 14. August 1852 in East Pascagoula, Mississippi) war die Ehefrau von Präsident Zachary Taylor und First Lady der Vereinigten Staaten von März 1849 bis Juli 1850.

## Leben
Peggy wurde im September 1788 als Tochter von Ann Mackall und Walter Smith, einem Tabakpflanzer in Maryland, geboren. Sie war eines von sieben Kindern und hatte je drei Brüder und Schwestern. Sie genoss mehr eine häusliche, praktisch orientierte Erziehung als eine klassische Schulbildung. Im Jahr 1804 wurde sie Waise und zog nach Louisville (Kentucky), wo sie bei einer Schwester lebte. Im Jahr 1809 traf sie auf Zachary Taylor, der zu dieser Zeit Oberleutnant in der United States Army war und sich von einer während des Einsatzes im Orleans-Territorium zugezogenen Gelbfiebererkrankung erholte. Die beiden heirateten am 21. Juni des folgenden Jahres. Als Hochzeitsgabe erhielt das junge Paar vom Vater Taylors 130 Hektar Land geschenkt.
Bis 1819 gebar sie die vier Töchter Ann Mackall, Sarah Knox, Octavia Pannel und Margaret Smith. Im Jahr 1820 erkrankten sie, Octavia und Margaret an Malaria. Zwar überlebte die Mutter die Erkrankung, aber die beiden Töchter fanden den Tod. 1824 brachte Margaret eine weitere Tochter zur Welt, Mary Elizabeth, und zwei Jahre später ihren einzigen Sohn, Richard Taylor, der später Politiker und Generalleutnant in der Armee der Konföderierten wurde. Ihre zweite Tochter Sarah Knox Taylor heiratete 1835 Jefferson Davis, der unter ihrem Vater gedient hatte, starb aber nur wenige Monate nach der Hochzeit in Louisiana an der Malaria. Bis sie sich in den 1840er Jahren in Baton Rouge niederließ, begleitete sie ihren Mann auf allen Stationen seiner militärischen Karriere, bei denen es sich häufig um Grenzposten im Wilden Westen handelte. So lebte sie mit ihm unter anderem in Fort Knox bei Vincennes (Indiana), Kentucky, Mississippi, Minnesota, Wisconsin, Missouri und Florida.
Taylor war eine streng gläubige Episkopalistin und besuchte als Präsidentengattin fast jeden Tag die Messe in einer Kirche am Lafayette Park. Da ihre Konstitution zu schwach für die langen Empfänge und Staatsdiners im Weißen Haus war und sie große Versammlungen mied, übernahm ihre Tochter Mary Elizabeth bei diesen Anlässen die Rolle der inoffiziellen First Lady. Taylor lud mit Vorliebe Familienangehörige in das Weiße Haus ein, so dass ihr Wohnzimmer im ersten Stockwerk zum Zentrum des präsidialen Privatlebens wurde. Als ihr Mann im Juli 1850 gestorben war, bestand sie darauf, dass er seine letzte Ruhe auf dem Familienfriedhof bei Louisville fand und schlug ein Angebot des Stadtrats von Frankfort für eine repräsentableres Grab in der Hauptstadt des Bundesstaats aus. Der offiziellen Trauerzeremonie und -Prozession am 13. Juli blieb sie am Boden zerstört fern. Sie verließ nur neun Tage nach dem Tod des Präsidenten Washington, D.C. und kehrte nie dorthin zurück. Über Baltimore und New Orleans gelangte sie nach Pascagoula, wo sie ihre letzten Lebensjahre verbrachte.